# Contagiri

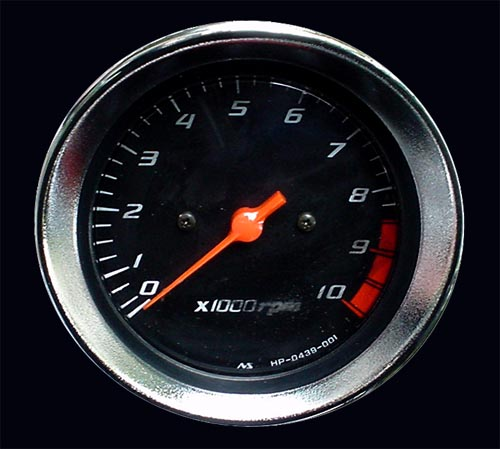
Un contagiri motociclistico

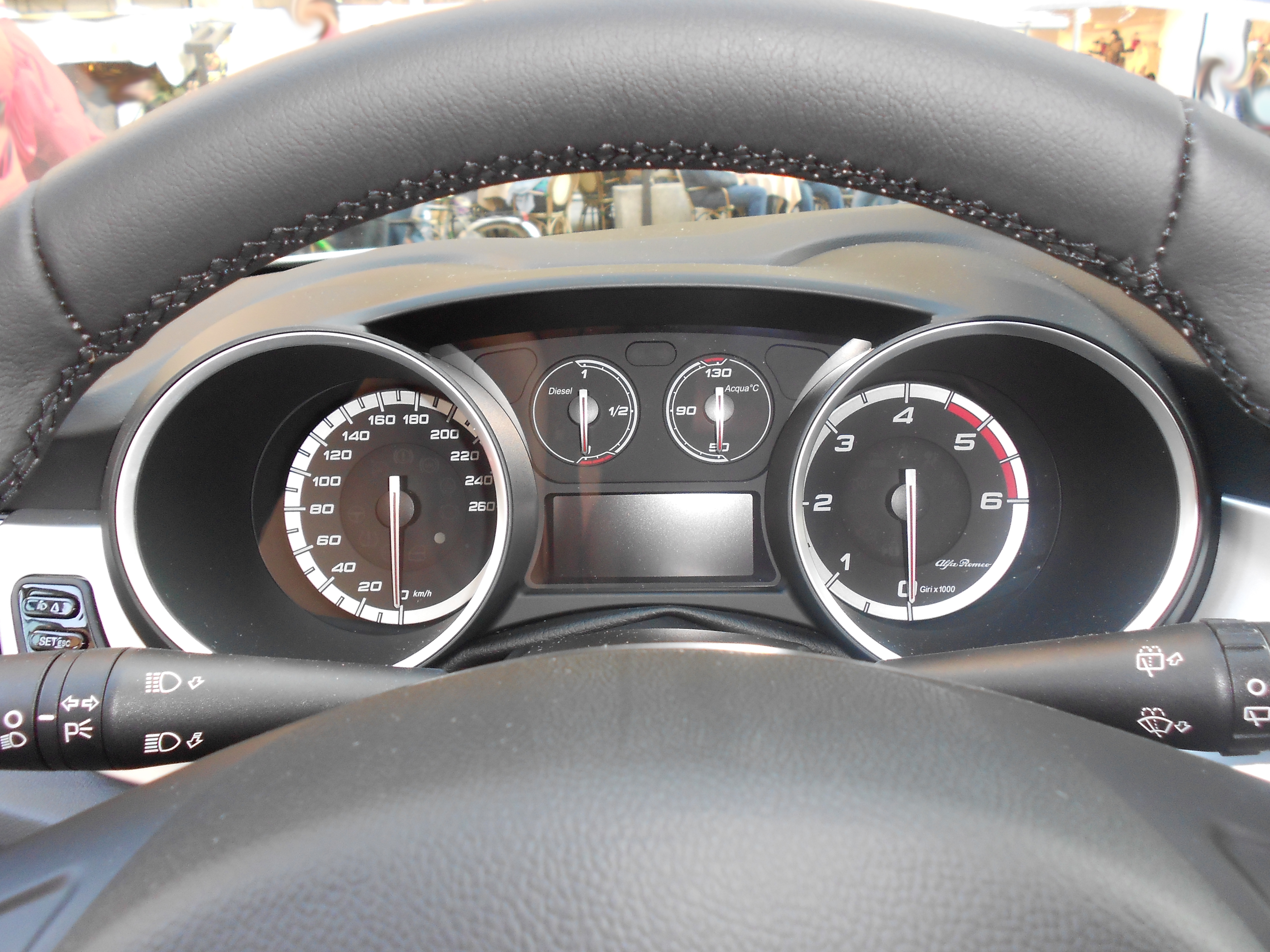
Il quadro strumenti di una moderna automobile dov'è ben visibile il contagiri sulla destra. (Alfa Romeo Giulietta)

Il contagiri è lo strumento di misura del regime di rotazione del motore di un qualsiasi mezzo di trasporto, generalmente stradale (per mezzi aerei o navali si ricorre ad altre definizioni).

## Storia
L'invenzione dello strumento viene normalmente assegnata ad un ingegnere tedesco, Diedrich Uhlhorn, che l'ha utilizzata per la prima volta nel 1817, mentre gli usi correnti sono iniziati sulle locomotive dal 1840.

## Utilità
Il suo uso è utile nel caso di veicoli dotati di cambio meccanico per aiutare il conducente a scegliere il momento migliore per effettuare il cambio di marcia, molto meno utilizzato nel caso di mezzi forniti di cambio automatico; appare di conseguenza normale la sua assenza nel quadro strumenti degli scooter, che sono muniti con una trasmissione a variomatic.

## Disposizione
La sua posizione è all'interno del quadro strumenti, in abbinamento a tutti gli altri strumenti di misura, e le sue dimensioni possono essere sia identiche a quelle del tachimetro/contachilometri, sia di dimensioni diverse: con un display di dimensioni maggiori se ne vuole evidenziare l'importanza, in particolare nei veicoli di impronta più sportiva. Lo stesso risultato viene cercato anche attraverso la colorazione diversa dello sfondo rispetto a tutti gli altri strumenti o con il posizionamento del contagiri in una posizione particolarmente evidente.

## Tipo di rilevamento
Il tipo di rilevamento è dettato dal meccanismo che viene sfruttato per il rilevamento della velocità del motore:
- Meccanico, questo collegamento prevede in genere l'uso di un cavo metallico, questa soluzione è utilizzata sia per i contagiri meccanici che magnetici.
- Elettronico, questo collegamento si basa sulla trasmissioni d'impulsi elettrici, generalmente del sensore di posizione dell'albero motore, per poi trasmetterli ai contagiri elettronici. Nei veicoli con sistema di accensione a spinterogeno, l'impulso viene prelevato da uno dei poli dell'avvolgimento primario della bobina.

## Tecnologia di misurazione

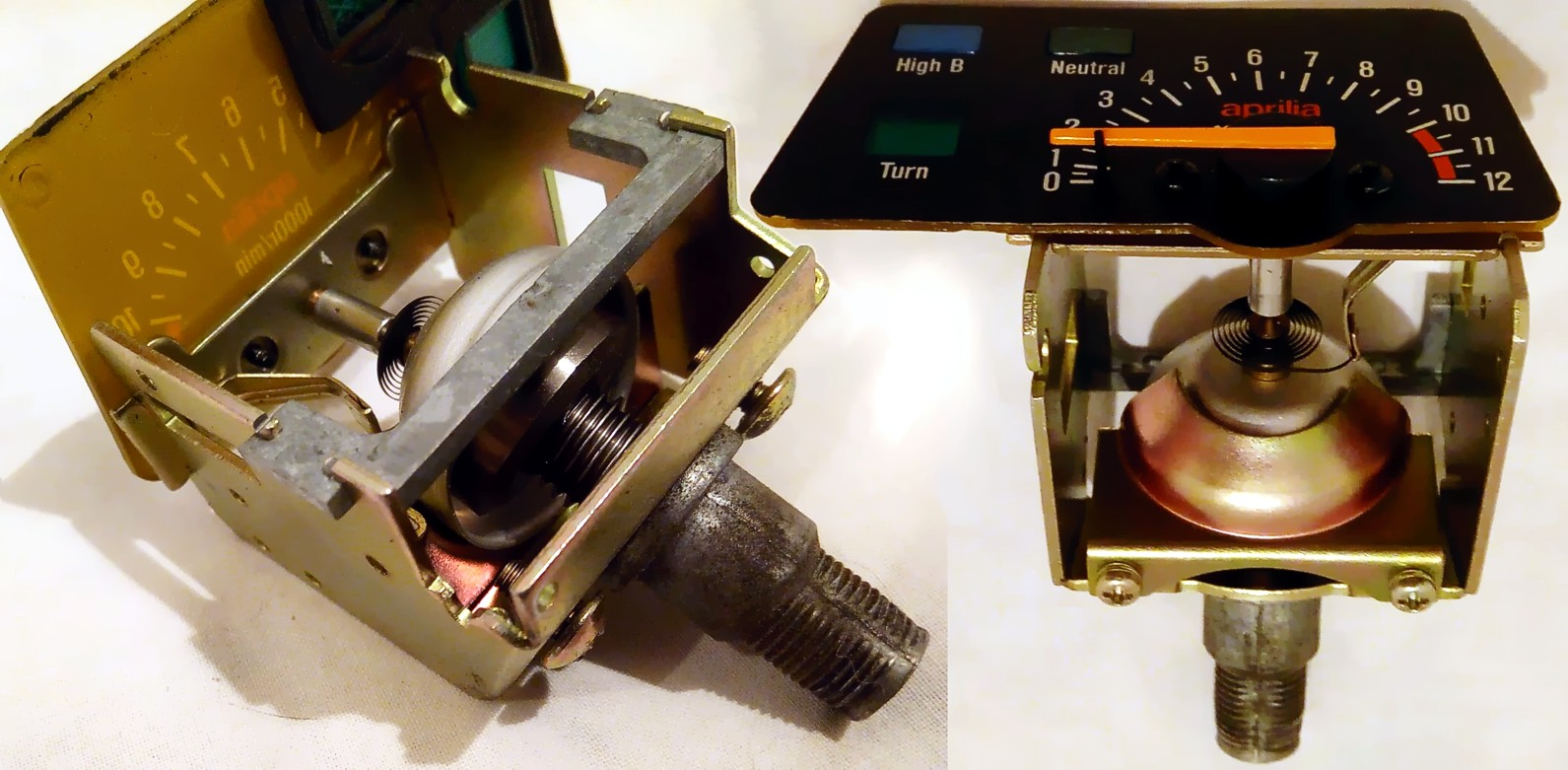
Meccanismo di un contagiri a funzionamento meccanico tramite attrito viscoso dell'aria

Il tipo di meccanismo che viene sfruttato per il rilevamento della velocità del motore può essere:
- Di tipo meccanico
- Di tipo magnetico
- Di tipo digitale

## Visualizzazione
Il tipo di visualizzazione è determinato dalle caratteristiche d'interfaccia dello strumento e che non è forzatamente legata al tipo di rilevamento dello strumento:
- Di tipo analogico
- Di tipo digitale sono nati per poter ridurre gli ingombri dello strumento e avere un'indicazione più veritiera, dato che il sistema classico poteva risultare lento in alcune situazioni, come l'accelerazione con il cambio in folle.

### Scala dei valori
La scala di misurazione è usualmente in migliaia di giri al minuto e sullo schermo vengono evidenziati in vari colori gli intervalli d'uso.

## Accorgimenti
Questo strumento può avere diverse soluzioni:
- Seconda lancetta questa lancetta veniva usata in passato per determinare il valore di fuorigiri e poteva essere impostata a mano, una vettura prestigiosa ad usare un contagiri di questo tipo è la Ferrari 125 S
- Zona fuorigiri zona del contagiri colorata diversamente, la quale indica il raggiungimento di un regime limite per il funzionamento del motore, questa zona può essere netta o avere una zona di transizione
- Zona verde alcuni strumenti, appositamente studiati per taluni veicoli hanno una parte di scala colorata in questo modo, dove il motore assicura il miglior compromesso d'uso tra potenza, coppia motrice e consumo
- Indicatore di cambiata viene usato per indicare il momento più opportuno per cambiare marcia e varia la sua funzione a seconda del tipo di utilizzo del mezzo.
- Scala esponenziale invece dell'utilizzo di una scala progressiva e quindi della visualizzazione di tutti i regimi ad intervalli equidistanti, la scala esponenziale lascia con maggiore evidenza il range di valori più utilizzati, questa soluzione è molto usata nelle competizioni e può essere accompagnata da un valore minimo di misurazione (si misura solo un determinato range di funzionamento).